# Opuštění republiky

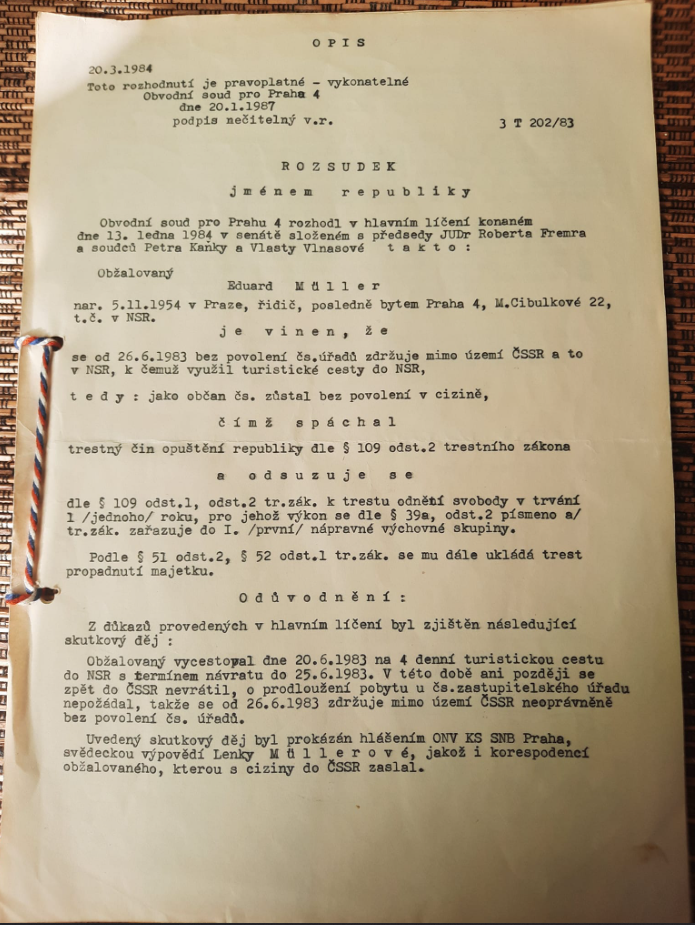
Rozsudek ve věci trestného činu "opuštění republiky" - soudil soudce Robert Fremr

Opuštění republiky byl v době komunistického režimu v Československu trestný čin spočívající v neoprávněném opuštění území státu nebo v neuposlechnutí úřední výzvy k návratu ze zahraničí. Stát se tak snažil odstrašit své občany od útěku do svobodnějších zemí a potrestat ty, kteří se o to pokusili.
Poprvé se trestný čin s názvem Neoprávněné opuštění území republiky a neuposlechnutí výzvy k návratu objevil v zákoně na ochranu lidově demokratické republiky z roku 1948. Pachatel (i neúspěšný, neboť trestný byl i pokus tohoto trestného činu), který „v úmyslu poškodit zájem republiky“ neoprávněně opustil Československo či se do něj ve stanovené lhůtě nevrátil, mohl být odsouzen k trestu těžkého žaláře od jednoho roku do pěti let. Pod názvem Opuštění republiky, se stejnou trestní sazbou a obdobnou skutkovou podstatou, ze které ovšem vypadla podmínka úmyslu poškodit zájem republiky, tento trestný čin převzal i trestní zákon z roku 1950. V letech 1950–1956 bylo možné navíc vyslovit i trest ztráty státního občanství. Pod stejným názvem a stejně vymezen zůstal i v trestním zákoně z roku 1961, spodní hranice trestní sazby se pouze snížila na půl roku, s alternativou nápravného opatření. Ale organizátorovi nebo pomocníkovi útěku do zahraničí naopak hrozil trest odnětí svobody na tři léta až deset let.
Po 1. únoru 1990 bylo Opuštění republiky změněno na trestný čin Nedovoleného překročení státní hranice, který spočíval v překročení státní hranice za použití násilí nebo pohrůžky bezprostředního násilí. Do té doby uložené tresty byly zákonem o soudní rehabilitaci z roku 1990 zahlazeny. I aktuální trestní zákoník z roku 2009 obsahuje již jen takto konstruovaný trestný čin.